# Bent Lumholt
Bent Hedeboe Lumholt (f. 17. december 1930 – d. 6. februar 2009) var en dansk præst, foredragsholder og visesanger født i Bøvlingbjerg i Vestjylland, død på Hospice Djursland i Rønde. Lumholt var grundtvigianer og virkede i mange år som sognepræst på Grønland og senere som sømandspræst i Japan. I de seneste år boede han i Tøstrup øst for Nimtofte på Djursland. Selv titulerede han sig som "foredragsholder, sognepræst, visesanger, fortæller, visedigter, børneavler, hundeslædekører, humorist og alvorsmand".

## Baggrund og uddannelse
Han voksede op i Vestjylland, hvor hans far var valgmenighedspræst i Bøvlingbjerg. Byen var delt mellem Indre Mission og grundtvigianere, til hvilke Lumholt-familien hørte. Bent Lumholt blev uddannet på Sorø Akademi og læste teologi på Københavns Universitet, hvorfra han blev uddannet cand. theol. i 1957. Det med at blive præst ude på landet og (citat:) "bo i præstegård med stokroser og have gamle damer til te", fristede imidlertid ikke Bent Lumholt, så han rejste i 1958 til   
Qeqertarsuaatsiat, Fiskenæsset, i Grønland sammen med sin første kone, Inger Lumholt, med hvem han fik 2 piger og adopterede en tredje. De mistede den førstefødte pige, og Bent Lumholt fortæller selv, at der i Fiskenæsset skete voldsomme ting i hans liv, som fik ham til at blive præst af hjertet.

## Præst i Grønland
Han arbejdede som præst i Grønland fra 1958 til 63 og fra 1979 til 84. I 1967 blev han gift med grønlandske Pauline Lumholt, født Berthelsen, der er specialist i polareskimoisk trommesang og trommedans, og i den egenskab fortsat rejser verden rundt. Sammen fik de 6 børn, der i dag er aktive inden for både moderne og traditionel grønlandsk musik og korsang. 
Grønland kom til at stå meget stærkt i Bent Lumholts bevidsthed, især årene i Qaanaaq (Thule) satte sig rige og stærke spor. I Grønland fandt han stor inspiration til sit virke som både præst, fortæller og visesanger. Fortællingen i Grønland, der ellers havde en vitalitet og livskraft af mystisk og religiøs karakter, er alvorligt truet i dag. Lumholt fortæller: 
"Da jeg var i Thule som præst fra 79 til 82 var det et særsyn, hvis nogen havde et fjernsyn eller en video. Jeg var så deroppe som afløser i 91. Da var der i hvert eneste hus, også ude i bygderne, fjernsyn. Det kunne godt være, møblerne var elendige, og maden var dårlig, men der var en skærm som centrum i huset".

## Dansk præst, fortæller og troubadour
Bent Lumholt har været præst mange steder i Danmark. Han var blandt meget andet frimenighedspræst i Klim i Han Herred, sognepræst i Todbjerg-Mejlby- og i Thorsager-Bregnet Sogne. Han kunne med sine særlige sproglige finurligheder sætte megen kirkelig uigennemsigtighed eller direkte hulhed til vægs. Bent Lumholt nåede også at være sømandspræst i Yokohama i Japan. 
Han lod sig pensionere som 60-årig, men var yderst aktiv i mange sogne på Djursland helt frem til året før sin død. Lumholt siger selv: 
"Jeg har aldrig rigtig fundet ud af, om det er min rastløshed, eventuelt parret med en diskret eventyrlyst, der har drevet mig fra sted til sted, eller min omflakken skyldes, at folk ikke har kunnet holde mig ud i længere tid".
Det sidste er nu næppe tilfældet. Som pensionist fik Lumholt for alvor fart i karrieren som fortæller, visesanger og troubadour over hele landet – fra sognegårde og foreninger til Roskilde Festivalen. Om fortællingerne siger Lumholt: 
"Forklaringen på fortællingens genfødsel er ikke nostalgi, det er video og tv's skyld. Der er opstået et behov for fortællinger. Mennesker er trætte af at blive bombarderet med grydeklare, plasticemballerede billeder fra den der forbandede skærm. Billeder, som er så genialt dygtigt lavet, at de ikke mere kræver fantasiens medbearbejdelse. Nu har vi levet med fjernsyn i nogle årtier, og der er opstået en lidelse, hvor folk får ondt i deres underudviklede fantasi. Man længes efter at stå over for et menneske, der kun har sit nøgne ord som redskab".
Lumholt var en af Danmarks bedste mundtlige fortællere, og han elskede at optræde. Kunne få sit publikum til både at grine og græde. Et halvt år før sin død optrådte han stadig over hele landet med sit fortælle- og syngeshow "Danser med Grundtvig". Lumholt levede med kræft de sidste 10 år af sit liv, uden at det påvirkede hans åbne og levende sind. Han citerede sin oldefar, der var hjulmager på Sjælland: "Man skal ikke la' røven synke, før brættet knækker" (her ment som "brættet over en bæk"). Hans datter Karen Lumholt arbejder for øjeblikket på at færdigskrive sin fars livshistorie, som han i månederne før sin død indtalte på diktafon.

## Udgivelser
- Lumholtikkut. Grønlandske korsange med Bent og Pauline Lumholt og deres børn, 2006.
- Mandealfabetet, Egtved A/S, 1999.
- Kompostil, Klim, 1999.
- Tøsealfabetet, 28 viser. Viden- og lidenskabelig fremstilling af kvindevæsener, alfabetisk ordnet. Egtved, 1998.
- Mande- og tøsealfabetet, CD med Fuzzy. Sun Studio, 2000
- Dyrealfabetet. 28 viser om dyr. For børn. Indsunget på CD (produceret privat).